# Њу Касел (Њујорк)
Њу Касел (енгл. New Cassel) насељено је место без административног статуса у америчкој савезној држави Њујорк.

## Демографија
По попису из 2010. године број становника је 14.059, што је 761 (5,7%) становника више него 2000. године.
| Група             | 2000.         | 2010.         |
| Белци             | 1.194 (9,0%)  | 841 (6,0%)    |
| Афроамериканци    | 6.292 (47,3%) | 5.374 (38,2%) |
| Азијати           | 188 (1,4%)    | 200 (1,4%)    |
| Хиспаноамериканци | 5.467 (41,1%) | 7.577 (53,9%) |
| Укупно            | 13.298        | 14.059        |